# Liste der Baudenkmale in Molbergen
In der Liste der Baudenkmale in Molbergen sind alle Baudenkmale der niedersächsischen Gemeinde Molbergen aufgelistet. Die Quelle der Baudenkmale ist der Denkmalatlas Niedersachsen. Der Stand der Liste ist der 23. Mai 2021.

## Allgemein
In den Spalten befinden sich folgende Informationen:
- Lage: die Adresse des Baudenkmales und die geographischen Koordinaten. Kartenansicht, um Koordinaten zu setzen. In der Kartenansicht sind Baudenkmale ohne Koordinaten mit einem roten Marker dargestellt und können in der Karte gesetzt werden. Baudenkmale ohne Bild sind mit einem blauen Marker gekennzeichnet, Baudenkmale mit Bild mit einem grünen Marker.
- Bezeichnung: Bezeichnung des Baudenkmales
- Beschreibung: die Beschreibung des Baudenkmales. Unter § 3 Abs. 2 NDSchG werden Einzeldenkmale und unter § 3 Abs. 3 NDSchG Gruppen baulicher Anlagen und deren Bestandteile ausgewiesen.
- ID: die Objekt-ID des Baudenkmales
- Bild: ein Bild des Baudenkmales, ggf. zusätzlich mit einem Link zu weiteren Fotos des Baudenkmals im Medienarchiv Wikimedia Commons. Wenn man auf das Kamerasymbol klickt, können Fotos zu Baudenkmalen aus dieser Liste hochgeladen werden:

## Molbergen

### Gruppen baulicher Anlagen

#### Gruppe: Hofanlage
Die Gruppe „Hofanlage“ hat die ID 34725840.

| Lage                                         | Bezeichnung | Beschreibung | ID       | Bild |
| -------------------------------------------- | --- | --- | -------- | ---- |
| Matrumer Straße 1 52° 51′ 5″ N, 7° 55′ 17″ O | Wohn-/Wirtschaftsgebäude mit Garten (ID: 34801046), Baumbestand (ID: 34801192) und Zufahrtsallee (ID: 34800990) | 1922 bis 1924 als Hallenhaus, ähnlich einem Vierständerhaus errichteter Wirtschaftsteil unter einem Halbwalmdach mit einem villenartigen zweigeschossigen Wohnteil unter einem Vollwalmdach. Die Zufahrtsallee wurde weitgehend niedergelegt. | 34800679 | BW   |
| Matrumer Straße 1 52° 51′ 5″ N, 7° 55′ 16″ O | Schuppen | Torfschuppen | 34800625 | BW   |
| Matrumer Straße 1 52° 51′ 6″ N, 7° 55′ 18″ O | Scheune | | 34800653 | BW   |
| Matrumer Straße 1 52° 51′ 8″ N, 7° 55′ 6″ O  | Wegekreuz | | 34800719 | BW   |

### Einzeldenkmale
| Lage                                          | Bezeichnung                                        | Beschreibung | ID       | Bild |
| --------------------------------------------- | -------------------------------------------------- | --- | -------- | ---- |
| Ermker Straße 52° 51′ 18″ N, 7° 55′ 8″ O      | Wegekapelle                                        | Prozessionskapelle, die als offener Backsteinbau mit Putzgliederungen unter einem Satteldach ausgeführt wurde. | 34800826 | BW   |
| Ermker Straße 14a 52° 51′ 25″ N, 7° 55′ 15″ O | Wohn-/Wirtschaftsgebäude                           | 1865 errichteter Zweiständerbau in Ziegelfachwerk. | 34800205 | BW   |
| Eschstraße 6 52° 51′ 13″ N, 7° 54′ 24″ O      | Wohn-/Wirtschaftsgebäude                           | In der zweiten Hälfte des 19. Jahrhunderts errichtetes Zweiständer-Hallenhaus. | 34800282 | BW   |
| Kirchplatz 1 52° 51′ 34″ N, 7° 55′ 19″ O      | Kirche mit Kirchhof (ID: 34801103) und Einfriedung | 1899 bis 1904 errichteter neugotischer Ziegelbau St. Johannes Baptist mit einem quadratischen Westturm unter einem achtseitigen Pyramidendach. Die Kirchhofsmauer ist aus Backsteinen bzw. Findlingen errichtet worden. | 34800307 | BW   |
| Kneheimer Straße 52° 51′ 25″ N, 7° 55′ 36″ O  | Wegekapelle                                        | Um 1950 errichteter offener Klinkerbau mit dem Bildnis Antonius’. | 34800334 | BW   |

## Ermke

### Einzeldenkmale
| Lage                                       | Bezeichnung    | Beschreibung                                                                               | ID       | Bild |
| ------------------------------------------ | -------------- | ------------------------------------------------------------------------------------------ | -------- | ---- |
| Hauptstraße 52° 50′ 12″ N, 7° 53′ 5″ O     | Kriegerdenkmal | Piuskreuz                                                                                  | ohne     | BW   |
| Hauptstraße 18 52° 50′ 18″ N, 7° 53′ 22″ O | Schule         | 1907 errichteter eingeschossiger Ziegelbau unter einem Satteldach mit einem mittigen Turm. | 34800059 | BW   |

## Grönheim

### Einzeldenkmale
| Lage                                       | Bezeichnung              | Beschreibung                                                                                               | ID       | Bild |
| ------------------------------------------ | ------------------------ | --- | -------- | ---- |
| Lange Straße 8 52° 52′ 49″ N, 7° 52′ 12″ O | Wohn-/Wirtschaftsgebäude | 1838 als großes Vierständerhaus errichteter Ziegelfachwerkbau mit einem späteren Zwerchhausaufsatz.        | 34800134 | BW   |
| Lange Straße 9 52° 52′ 49″ N, 7° 52′ 6″ O  | Kapelle                  | 1950 als Klinkerbau unter einem Walmdach mit Dachreiter von Josef Hempelmann errichtete Kapelle St. Konrad | 34800106 | BW   |

## Peheim

### Einzeldenkmale
| Lage                                                | Bezeichnung                                             | Beschreibung | ID       | Bild |
| --------------------------------------------------- | ------------------------------------------------------- | --- | -------- | ---- |
| Bischofsbrücker Straße 3 52° 53′ 5″ N, 7° 49′ 35″ O | Mühle                                                   | 1896 mit verputztem Mauerwerk errichtete Erdholländermühle mit Steert (sog. Wörmanns Mühle). Die Kappe ist mit Schindelbehang ausgeführt. Seit 1940 hat die Mühle keine Flügel mehr. Die Technik wurde fast komplett entfernt.                                                                                    | 34800382 | BW   |
| Kaspelhauk 52° 52′ 51″ N, 7° 50′ 5″ O               | Wegekapelle                                             | Prozessionskapelle, die als kleiner Backsteinbau unter einem Satteldach errichtet wurde, in dessen Inneren Statue des Antonius mit Kind. | 34800408 | BW   |
| Kaspelhauk 2 52° 52′ 56″ N, 7° 50′ 23″ O            | Wegekapelle mit Einfriedung (ID: 34801077)              | Prozessionskapelle, die um 1900 als neugotischer Backsteinbau unter einem Satteldach errichtet wurde, in dessen Inneren befindet sich eine Marienstatue. | 34800434 | BW   |
| Lindener Straße 52° 52′ 59″ N, 7° 50′ 9″ O          | Gedenkstätte                                            | Die zur Gedenkstätte (Ehrenmal) umgebaute ehemalige Kirche St. Anna besteht noch aus den 1851-1852 nach dem Architekten Josef Niemann errichteten Umfassungsmauern und Kirchturm. Die ehemalige Kirche wurde 1945 kriegszerstört. Die Umgestaltung erfolgte 1962 bis 1963 durch den Architekten Josef Hempelmann. | 34800463 |      |
| Markhauser Straße 6 52° 53′ 5″ N, 7° 50′ 15″ O      | Kirche mit Hochkreuz                                    | 1951 bis 1953 errichteter Neubau der Kirche St. Anna | 34800489 |      |
| Neuen Winkel 2 52° 52′ 43″ N, 7° 49′ 15″ O          | Wohn-/Wirtschaftsgebäude                                | Mitte des 19. Jahrhunderts errichtetes Zweiständer-Hallenhaus, das in Ziegelfachwerk, teilweise mit Lehmstakung, ausgeführt wurde. | 34800517 | BW   |
| Raiffeisenstraße 5 52° 53′ 21″ N, 7° 49′ 54″ O      | Wohn-/Wirtschaftsgebäude mit Baumbestand (ID: 34801169) | 1830 errichtetes Zweiständer-Hallenhaus. | 34800542 | BW   |
| Vreesner Straße 1 52° 52′ 59″ N, 7° 50′ 7″ O        | Wohnhaus                                                | 1911 errichteter eingeschossiger Ziegelbau unter einem Satteldach. Die zugehörige Gulfscheune wurde bereits abgebrochen. | 34800568 | BW   |

## Resthausen

### Einzeldenkmal
| Lage                                      | Bezeichnung | Beschreibung | ID       | Bild |
| ----------------------------------------- | ----------- | --- | -------- | ---- |
| Hinterm Wall 3 52° 53′ 6″ N, 7° 56′ 52″ O | Schafstall  | Um 1800 errichteter Fachwerkbau auf einem Findlingssockel und unter einem Walmdach, das früher mit Reet als Steckwalm gedeckt war und heute mit Wellblech gedeckt ist. Das Lehmfachwerk ist überwiegend erhalten. | 34800595 | BW   |